# Willits
Willits è una città degli Stati Uniti d'America situata nella Contea di Mendocino, nello Stato della California.

## Storia
Hiram Willits arrivò dall'Indiana nel 1857 per stabilirsi nella Little Lake Valley. Su di essa, Kirk Brier fondò il primo insediamento, utilizzando la terra di Willits. In origine l'area era conosciuta come "Willitsville". Quando l'ufficio postale fu inaugurato nel 1861, il luogo venne battezzato "Little Lake", per poi essere ribattezzato Willits nel 1874. La comunità ottenne l'incorporazione nel 1888.
Little Lake fu teatro di una leggendaria faida tra le famiglie Frost e Coates. Durante la Guerra Civile Americana, i Frost schierarono il loro sostegno con la Confederazione, mentre i Coates appoggiarono l'Unione, e entrambe le famiglie si distinsero per la loro ferma passione nelle convinzioni. Il culmine di questa lunga disputa si ebbe il 16 ottobre 1867, giorno delle elezioni, quando una colluttazione degenerò in uno scontro a fuoco davanti al negozio di Baechtel, lasciando senza vita Abraham, Henry, Albert e Thomas Coates, insieme a Elisha Frost, mentre altre tre persone vennero ferite.
Nel 1879, tre uomini furono accusati di furto minore, denunciati per aver rubato una sella e un'imbracatura. In seguito si scoprì che, da anni, erano noti per furti, saccheggi di fienili per il fumo, abusi di alcol e sparatorie spericolate. I tre furono portati al Brown's Little Lake Hotel in attesa dell'arrivo del giudice itinerante del tribunale. Durante un'assemblea tenutasi al Tempio Massonico di Willits, trenta membri mascherati del tempio presero i prigionieri e, impiccandoli da un ponte nelle vicinanze, li giustiziarono sommariamente. Un giornale riportò, inoltre, che non esisteva alcuna prova concreta per dimostrare la loro colpevolezza.
Willits conobbe un rapido sviluppo grazie al fiorire dell'industria della corteccia per la concia. Negli anni '70, il movimento di ritorno alla terra contribuì a trasformare la città, facendola acquisire la fama di capitale mondiale dell'energia solare negli anni '80.
Inoltre, l'area di Willits rappresenta l'ultima dimora del celebre purosangue da corsa Seabiscuit. Il Ridgewood Ranch, situato a pochi chilometri a sud della città, è il luogo dove Seabiscuit si allenava, si riprendeva, trascorse il suo ritiro e fu infine sepolto.

### Inquinamento da cromo esavalente e bonifica
A partire dal 1996, l'amministrazione locale e numerosi cittadini si trovarono coinvolti in controversie legali contro la Whitman Corporation (in seguito acquisita dalla PepsiCo, Inc.), poiché si sosteneva che l'inquinamento da cromo esavalente, derivante da un impianto di cromatura attivo a Willits dal 1964 al 1995, avesse causato diversi problemi di salute a livello locale.
L'attivista Erin Brockovich, divenuta celebre per il film che porta il suo nome, partecipò alla causa in rappresentanza dei querelanti.
Nel 2003 furono avviati piani per l'iniezione di una soluzione in pozzi strategici del sito, con l'obiettivo di neutralizzare il cromo e porre rimedio all'inquinamento presente. Tali operazioni portarono a una significativa riduzione dei livelli di contaminazione, e ulteriori iniezioni, unite a un piano di monitoraggio, vennero implementate rispettivamente nel 2005 e nel 2008.
Nel 2011, diverse cause legali furono infine accorpate in un'unica azione giudiziaria che prevedeva sia il finanziamento delle operazioni di bonifica del sito, sia il riconoscimento di risarcimenti alle persone colpite. La maggior parte delle controversie si concluse nel 2012.

## Geografia
Willits si trova nel cuore della contea di Mendocino, all'interno della Little Lake Valley. La cittadina è situata a 23 miglia (37 km) a nord di Ukiah e alla stessa distanza a sud di Laytonville lungo la U.S. Route 101, nota anche come Redwood Highway. Essa occupa il lato ovest della valle, un'area di circa 6 per 3 miglia (10 per 5 km) circondata dalle California Coast Ranges.
Secondo l'U.S. Census Bureau, Willits si estende per un totale di 2,8 miglia quadrate (7,3 km²), di cui il 99,96% costituito da terra. Inoltre, la cittadina si trova a metà del percorso del futuro Great Redwood Trail, un progetto di sentiero su vecchie linee ferroviarie ad uso multiplo.

## Economia
A Willits, le principali fonti di occupazione sono l'Adventist Health Howard Memorial Hospital e METALfx.

## Governo
Willits adotta un sistema di governo in stile council–manager, in cui un consiglio comunale composto da cinque membri si occupa della gestione politica della città. Al dicembre 2022, il sindaco in carica è Saprina Rodriguez.
A livello della legislatura statale, Willits rientra nel 2° distretto del Senato, rappresentato dal democratico Mike McGuire, e nel 2° distretto dell'Assemblea, affidato al democratico Chris Rogers. Sul fronte federale, la città fa parte del 2° distretto congressuale della California, con il democratico Jared Huffman come suo rappresentante.

## Media
La cittadina è servita da diverse testate giornalistiche locali e regionali e conta anche su una radio comunitaria a bassa potenza, KLLG, gestita presso il Little Lake Grange. Tra i giornali di riferimento per la zona figurano The Mendocino Voice, Willits News e Willits Weekly.